# Dioxys lanzarotensis
Dioxys lanzarotensis is een vliesvleugelig insect uit de familie Megachilidae. De wetenschappelijke naam van de soort is voor het eerst geldig gepubliceerd in 2001 door Tkalcu.